# Wanderson de Macedo Costa
Wanderson de Macedo Costa (sinh ngày 31 tháng 5 năm 1992) là một cầu thủ bóng đá Brasil thi đấu cho Gwangju FC.